# Гожиця (Любуське воєводство)
Гожиця (пол. Gorzyca) — село в Польщі, у гміні М'єндзижеч Мендзижецького повіту Любуського воєводства.
Населення — 271 особа (2011).
У 1975-1998 роках село належало до Гожовського воєводства.

## Демографія
Демографічна структура станом на 31 березня 2011 року:
|          | Загалом | Допрацездатний вік | Працездатний вік | Постпрацездатний вік |
| -------- | ------- | ------------------ | ---------------- | -------------------- |
| Чоловіки | 144     | 30                 | 104              | 10                   |
| Жінки    | 127     | 22                 | 83               | 22                   |
| Разом    | 271     | 52                 | 187              | 32                   |